# Дульякас
Дульяка́с — невеликий острів в Червоному морі в архіпелазі Дахлак, належить Еритреї, адміністративно відноситься до району Дахлак регіону Семіен-Кей-Бахрі.

## Географія
Розташований на північний захід від острова Дур-Оттун. Має овальну, видовжену з півночі на південь, форму. Довжина 1 км, ширина до 600 м. З півночі острів облямований піщаними мілинами та кораловими рифами.